# Trachinotus
Trachinotus – rodzaj ryb okoniokształtnych z rodziny ostrobokowatych (Carangidae). W języku polskim określane są nazwą sierpiki.

## Klasyfikacja
Gatunki zaliczane do tego rodzaju:
| - Trachinotus africanus - Trachinotus anak - Trachinotus auratus - Trachinotus baillonii - Trachinotus blochii – sierpik Blocha - Trachinotus botla - Trachinotus carolinus – sierpik karoliński - Trachinotus cayennensis - Trachinotus coppingeri - Trachinotus falcatus – sierpik okrągły, sierpik permit - Trachinotus goodei – palometa, sierpik palometa | - Trachinotus goreensis – sierpik plamisty - Trachinotus kennedyi - Trachinotus macrospilus - Trachinotus marginatus - Trachinotus maxillosus - Trachinotus mookalee - Trachinotus ovatus – glałka, sierpik glałka - Trachinotus paitensis - Trachinotus rhodopus - Trachinotus stilbe - Trachinotus teraia |

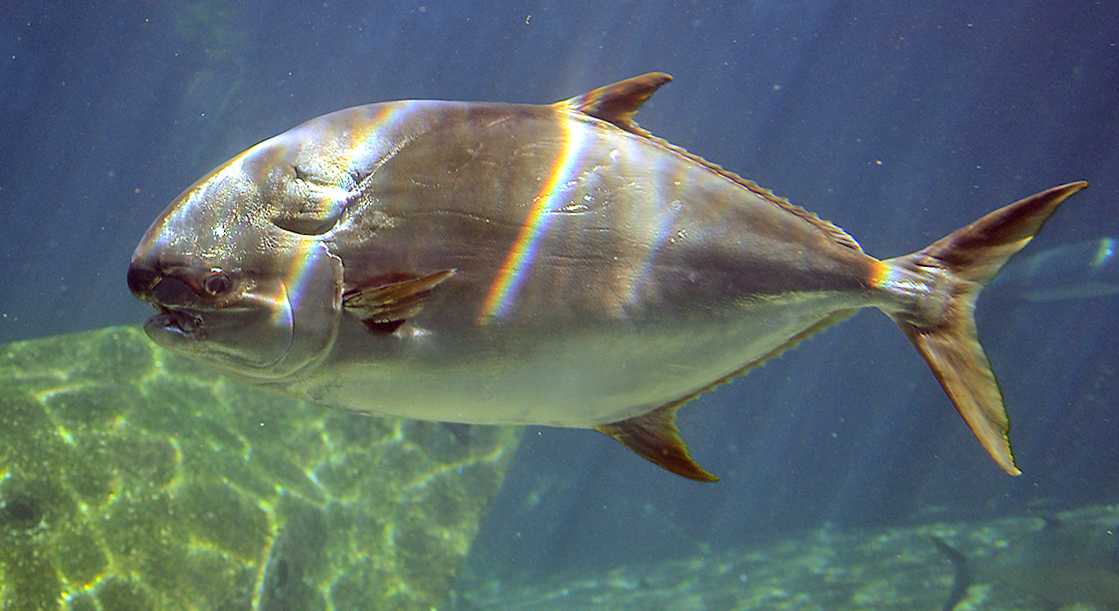
Trachinotus africanus
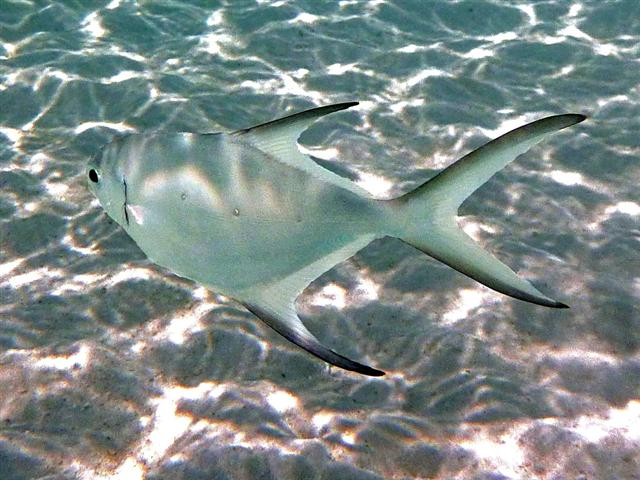
Trachinotus baillonii
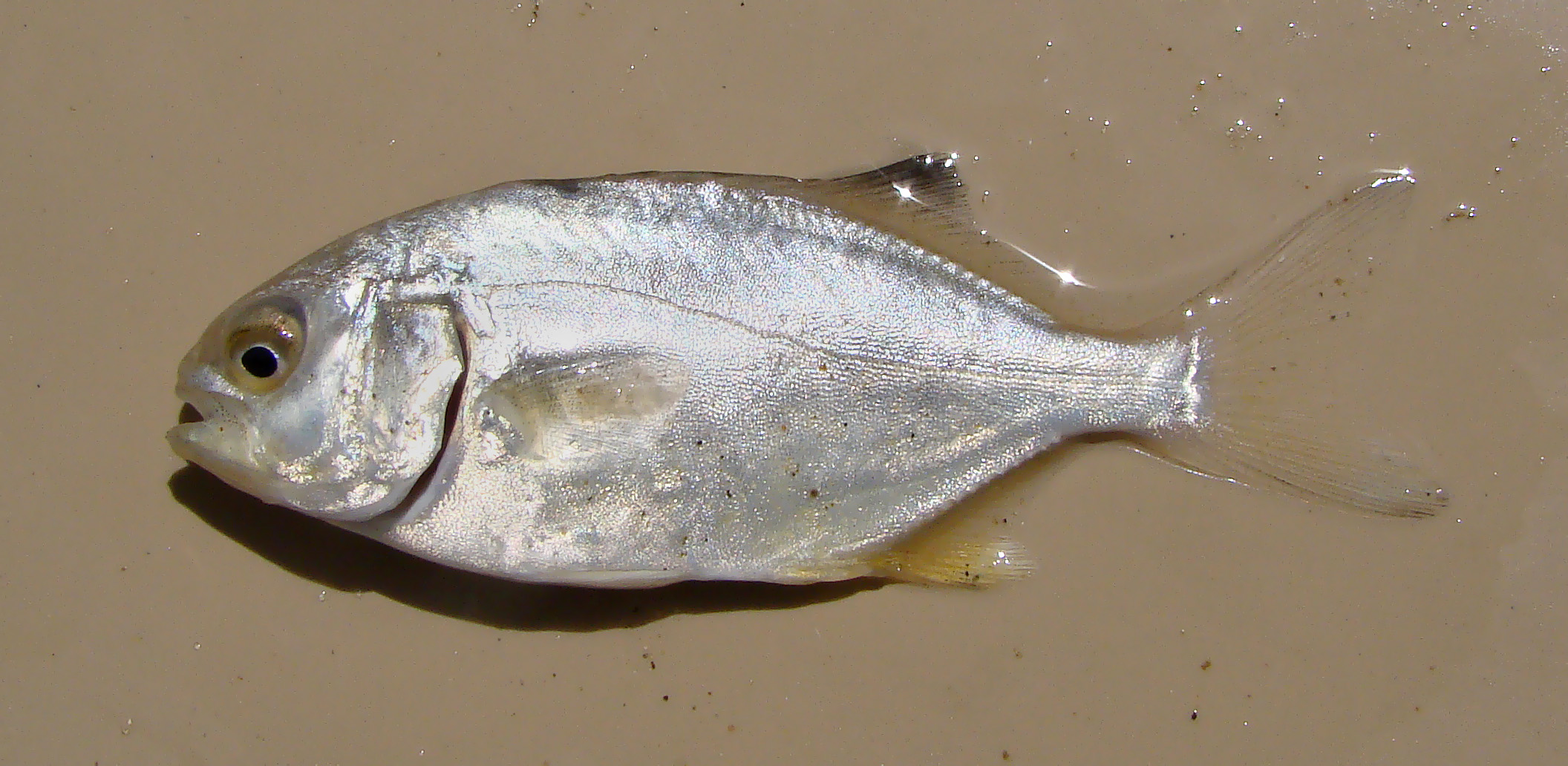
Trachinotus carolinus
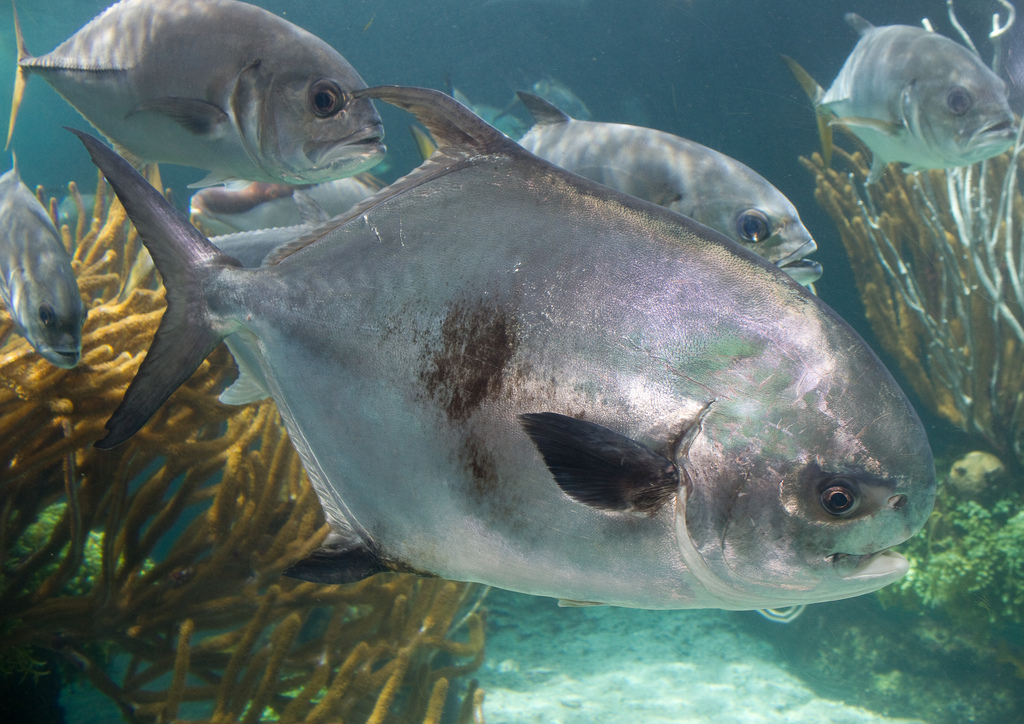
Trachinotus falcatus
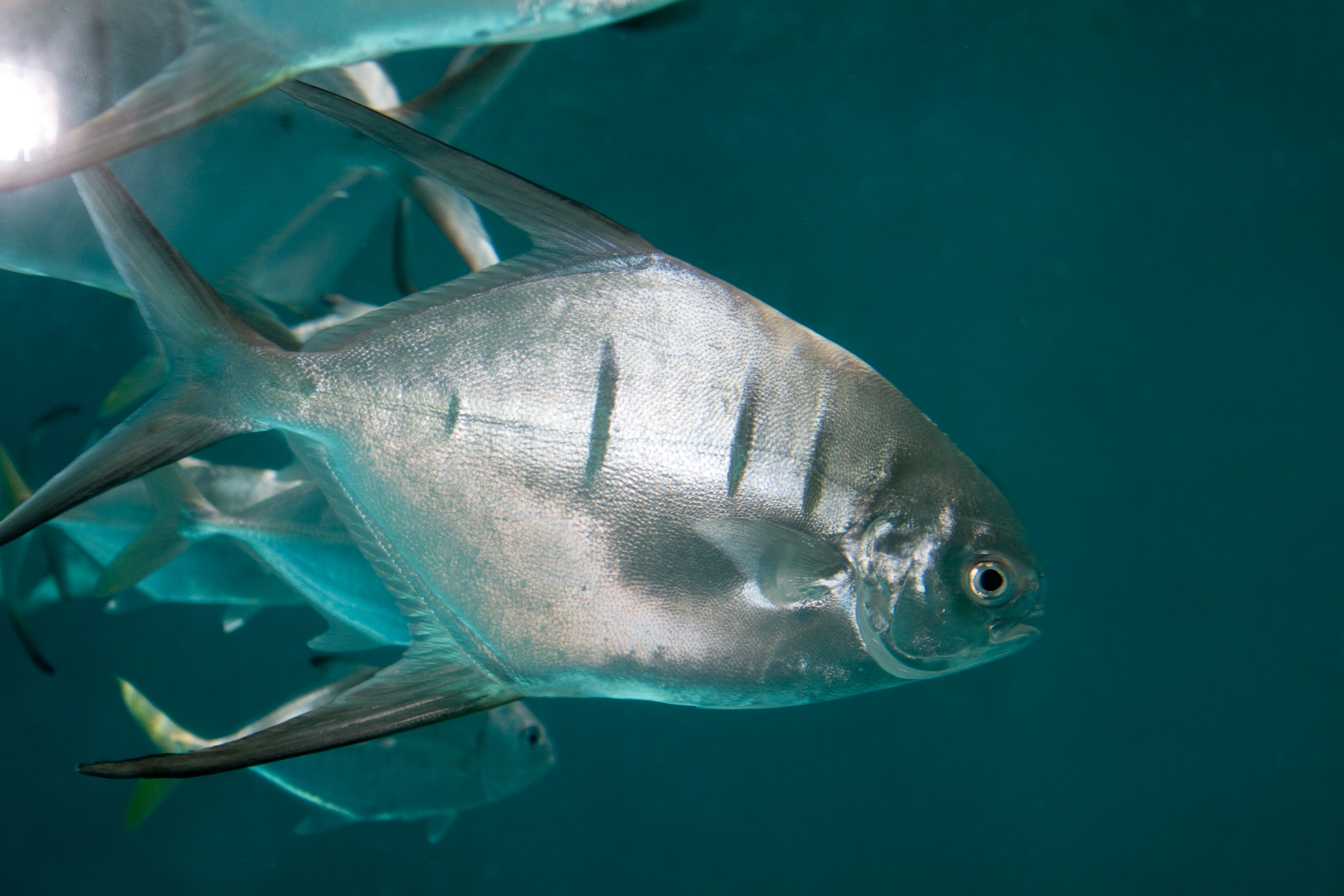
Trachinotus goodei
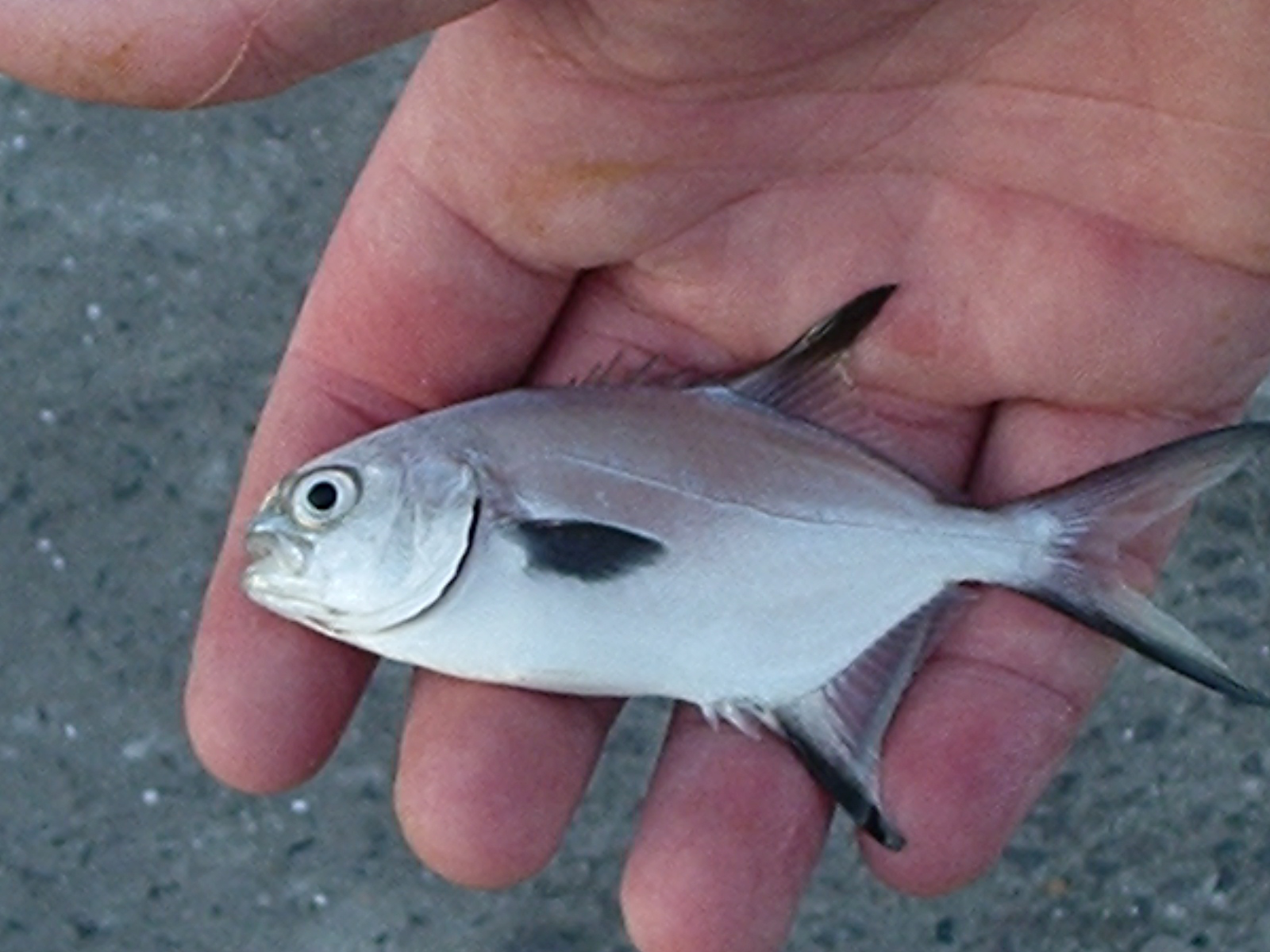
Trachinotus marginatus
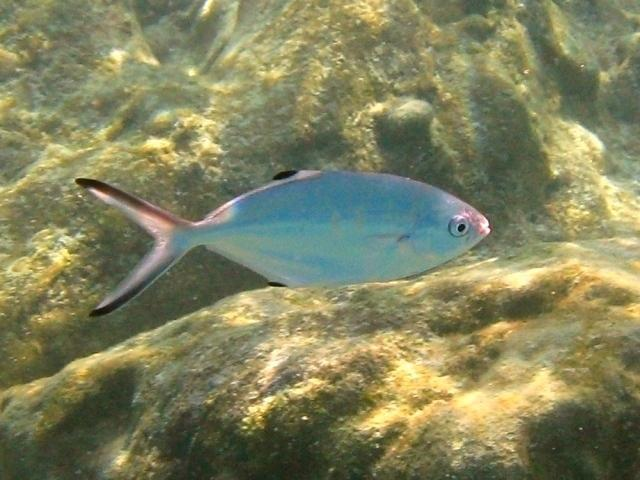
Trachinotus ovatus